# 阿卡迪亚广场
阿卡迪亚广场（法語：Place d'Acadie）是巴黎第六区的一个广场。长43米，宽16米。位于圣日耳曼大道与Rue du Four、rue de Montfaucon的交汇处。 

## 名称
阿卡迪亚广场得名于原法国在今加拿大的殖民地阿卡迪亚。

阿卡迪亚旗

## 历史
阿卡迪亚广场命名于1984年。